# Лоренц Бельгийский
Принц Лоренц Бельгийский, эрцгерцог Австрийский-Эсте (фр. Lorenz Otto Carl Amadeus Thadeus Maria Pius Andreas Marcus d'Aviano von Habsburg-Lothringen, род. 16 декабря 1955) — член бельгийского королевского дома, супруг принцессы Астрид, единственной дочери короля Альберта II. C 1996 года является главой дома Австрийских-Эсте, одной из ветвей императорской династии Габсбургов, которые правили в герцогстве Модена до 1859 года. 

## Биография
Сын эрцгерцога Роберта Австрийского-Эсте (1915—1996) и принцессы Маргариты Савойской (1930—2022), родился 16 декабря 1955 года, в клинике дю Бельведер в Булонь-Бийанкур во Франции. По отцу внук последнего императора Австро-Венгрии Карла I и Циты Бурбон-Пармской.
Лоренц изучал экономику в университете Санкт-Галлена и в университете Инсбрука. Работал в различных банках Лондона, Парижа и Рима. В настоящее время он — директор компании UCB — мирового производителя лекарственных препаратов.
22 сентября 1984 года эрцгерцог вступил в брак с принцессой Астрид Бельгийской, единственной дочерью принца Льежского Альберта (будущего короля Альберта II) и его супруги принцессы Паолы. 10 ноября 1995 года получил от своего тестя короля титул принца Бельгийского. В браке родилось пятеро детей:
- ЕИ и КВ принц Амедео Мария Жозеф Карл Пьер Филипп Паола Маркус Бельгийский, эрцгерцог Австрийский-Эсте (род. 1986);
- ЕИ и КВ принцесса Мария Лаура Цита Беатрикс Герхарда Бельгийская, эрцгерцогиня Австрийская-Эсте (род. 1988);
- ЕИ и КВ принц Иоахим Карл Мария Николаус Изабель Маркус Бельгийский, эрцгерцог Австрийский-Эсте (род. 1991);
- ЕИ и КВ принцесса Луиза Мария Анна Мартина Пилар Бельгийская, эрцгерцогиня Австрийская-Эсте (род. 1993);
- ЕИ и КВ принцесса Летиция Мария Нора Анна Иоахима Хита Бельгийская, эрцгерцогиня Австрийская-Эсте (род. 2003).

После смерти в 1996 году своего отца эрцгерцога Роберта Лоренц стал главой дома Австрийских-Эсте, одной из ветвей императорской династии Габсбургов, которые правили в герцогстве Модена до 1859 года. Дети принца Лоренца и принцессы Астрид от 2 декабря 1991 года носят титул принцев и принцесс Бельгии и являются членами королевской семьи.

## Титулы
- Его Императорское высочество эрцгерцог Лоренц Австрийский-Эсте, принц Венгрии, Чехии и Богемии, князь императорской Австрии (1955—1995);
- Его Императорское и королевское высочество принц Лоренц Бельгийский, эрцгерцог Австрийский-Эсте, принц Венгрии, Чехии и Богемии, князь императорской Австрии (с 1995).

## Награды
- Бельгия: Орден Леопольда I[2]
- Люксембург: Орден за заслуги герцога Адольфа Нассаусского (2007)[3]
- Нидерланды: Большой крест Ордена Короны (2006)[4]
- Норвегия: Орден Заслуг[5][6]
- Португалия: Орден Инфанта дона Энрике (2005)[7]
- Испания: Орден за гражданские заслуги (Испания) (2000)[8]
- Швеция: Орден Полярной звезды[9]
- Австрия: Орден Золотого руна
- Черногория: Орден Князя Даниила I
- Румыния: Кавалер Большого креста ордена Короны (12.09.2015)